# Nectandra truxillensis
Nectandra truxillensis (tiếng Anh thường gọi là Laurel Mapurito) là một loài thực vật thuộc họ Lauraceae. Đây là loài đặc hữu của Venezuela.